# Spyder (IDE)
Spyder (ранее Pydee)  — свободная и кроссплатформенная интерактивная IDE для научных расчетов на языке Python, обеспечивающая простоту использования функциональных возможностей и легковесность программной части.
Spyder является частью модуля spyderlib для Python, основанного на PyQt4, pyflakes, rope и Sphinx, предоставляющего мощные виджеты на PyQt4, такие как редактор кода, консоль Python (встраиваемая в приложения), графический редактор переменных (в том числе списков, словарей и массивов).

## Возможности
- Редактор с подсветкой синтаксиса Python, C/C++ и Fortran
- Динамическая интроспекция кода (с помощью rope) — автодополнение, переход к определению объекта по клику мыши
- Нахождение ошибок на лету (с использованием pyflakes)
- Поддержка одновременного использования множества консолей Python (включая оболочку IPython)
- Просмотр и редактирование переменных с помощью GUI (поддерживаются различные типы данных — числа, строки, списки, массивы, словари)
- Встроенные средства доступа к документации (в формате Sphinx)
- Гибко настраиваемый интерфейс
- Интеграция с научными библиотеками Python — NumPy, SciPy, Matplotlib, Pandas

Полный список возможностей доступен на официальном сайте.